# Eurasian Natural Resources Corporation
Eurasian Natural Resources Corporation plc (ENRC)  est une entreprise multinationale britannique industrielle et financière créée en 1994 pour exploiter des ressources naturelles minières. 
Son siège social se situe à Londres, au Royaume-Uni, fondée par le triumvirat Alexander Machkevitch, Alijan Ibragimo et Patokh Chodiev. 
Ses activités incluent l'exploitation des mines, le traitement de minerai, l'énergie, et s'est étendue dans les années 2000 à la logistique et au marketing.
ENRC a d'abord été cotée à la Bourse de Londres et elle a fait partie de l'indice FTSE 100, elle a aussi fait l'objet d'une cotation secondaire à la Bourse du Kazakhstan.  Dans son rapport annuel réglementaire 2007, ENRC revendiquait un chiffre d'affaires de 3,256 millions de dollars US pour l'exercice clos au 2006-12-31 et 1,856 millions de dollars pour les six mois clos au 2007-07-30. Le groupe se présentait alors comme  "le sixième plus grand exportateur de minerai de fer au monde en volume et le cinquième plus grand fournisseur mondial d'alumine négocié en volume.
Le groupe s'est très rapidement développé par une succession de fusion-acquisitions ou l'achat de parts d'entreprises utiles ou potentiellement concurrentes. Puis en 2013, après la révélation d'une tentative de fraude, l'entreprise fait l'objet d'une enquêtes pour suspicion de malversations, alors que plusieurs cadres et le directeur ont démissionné.
Depuis décembre 2013, c'est une filiale de Eurasian Resources Group (ERG).

## Histoire
Les actifs de cette jeune société se seraient constitués au milieu des années 1990 lors du processus de privatisation mis en œuvre au Kazakhstan
La société dans sa forme actuelle a été créée en 2006, dans le cadre d'une réorganisation visant à consolider une série d'entreprises en un seul grand groupe

### Acquisitions récentes
En décembre 2009, la Société a complété ses actifs en achetant le groupe africain Central African Mining Exploration Company (CAMEC) qui exploite le cuivre et le cobalt en République démocratique du Congo après avoir racheté Gecamines, avec aussi des projets de développement d'exploitation du charbon au Mozambique, de bauxite au Mali, de platine au Zimbabwe, et de fluorine en Afrique du Sud, tout en développant une activité de transporteur routier et de logistique à échelle du continent africain. Selon ENRC, la mine de Mukondo pourrait être l'une des plus grandes réserves de cobalt au monde. Le Cuivre de Mukondo est raffiné à l'usine Luita qui a été construite en modules successifs, devant être terminée en 2009 pour une capacité annoncée de 100 000 t/an de cuivre cathodique en 2009. En juillet 2009 CAMEC annonce un accord à long terme selon lequel il livrerait toute sa production annuelle de minerai concentré de cobalt de Mukondo au chinois Zhejiang Galico Cobalt & Nickel Materials.
En février 2010, ENRC renforce son emprise sur le marché minier africain en acquérant une participation de 90 % au sein du groupe métallurgique zambien « Chambishi Metals PLC » (fonderie spécialisée dans le cuivre et le cobalt), et en achetant Comit Ressources FZE, une compagnie commerciale basée à Dubaï qui s'est toujours occupée de négocier le cuivre et le cobalt de Chambishit.
En avril 2010, ENRC achète 12,2 % des actions de Northam Platinum un producteur majeur de platine en Afrique du Sud (ces parts monteront ensuite à 14,35 %).
En aout 2010, le groupe achète ensuite un peu plus de la moitié (50,5 %) de Camrose Resources, qui dispose de licence d'exploitation de cuivre et cobalt de qualité en République démocratique du Congo, incluant le projet Kolwezi tailings project que le gouvernement de la RDC avait confisqué à First Quantum Minerals(FQM), qui avait dépensé 750 millions de dollars pour développer les installations de Kolwezi. alors qu'ENRC a payé 175 millions de dollars pour sa participation majoritaire dans Camrose. First Quantum attaque le gouvernement et EMRC, ; l'affaire se solde par une transaction amiable, ENRC payant 1,25 milliard de dollars à First Quantum en échange de l’abandon des poursuites.
Les liens d'ENRC avec Dan Gertler, actionnaire à 50 % de Camrose Ressources et proche de Joseph Kabila, sont dénoncés par l'ONG Global Witness puis par Bloomberg, qui pointent les nombreuses opérations  dans lesquelles apparaît cet intermédiaire, pour un volume global de 2 milliards de dollars, et ce, en raison des risques de corruption. En 2012, ENRC annonce cesser ses relations avec l'homme d'affaires controversé, après lui avoir racheté ses parts dans Camrose pour 550 millions de dollars.
En septembre 2010, ENRC acquiert une participation de 50 % dans Bahia Minerals BV et envisage l'achat de 100 % des actions en circulation de Block V Limited et de Caera Minerals qui détiennent ensemble Greystone Mineracao do Brasil Limitada (dit ‘Greystone’, titulaire d'un permis d'exploiter du minerai de fer dans une zone jouxtant à la zone du projet BMBV).
En octobre 2010, le groupe achète enfin 100 % des actions ordinaires en circulation de mineração Minas Bahia (dit « MIBA ») et souscrit de nouvelles actions ordinaires pour 51 % du capital élargi de Mineração Peixe Bravo ('MPB').
En juillet 2011, le groupe achète une usine d'aluminium au Kazakhstan (Aluminium of Kazakhstan) en visant une production de 1.7 million t/an.
La même année puis en 2013 des informations confidentielles paraissent dans presse, conduisant le Serious Fraud Office a ouvrir une enquête portant sur des allégations de fraude, de pots-de-vin et de corruption en relation avec ses activités ou celles de ses filiales au Kazakhstan et en Afrique. Après 10 ans d'enquête, un juge britannique tranche que l'ex Conseil juridique d'ENRC a trahi son client ENRC, et que le SFO a outrepassé ses droits en acceptant les contacts avec lui. Il conseille aux trois parties, dont le SFO, de se mettre d'accord dans le cadre d'une médiation.
En avril 2012, ENRC achète 75 % des actions de Shubarkol Komir JSC, producteur de charbon au Kazakhstan après avoir acheté en mars le groupe First Quantum Minerals Ltd.’s ('FQM') pour s'intégrer au "Kolwezi Tailings project", dans la province du Katanga en RDC.
En mars 2013, ENRC annonce une perte d'environ US $ 1,5 milliard (1 milliard €) en raison - selon le groupe - d'un contrat passé avec la compagnie russe d'aluminium Rusal à laquelle il doit fournir du minerai d'aluminium à un prix inférieur au prix du marché de 2013 (Telegraph 2013).
Le mois suivant, le 21 avril 2013 plus précisément, le Sunday Times révèle que les trois fondateurs, Alexander Mashkevitch, Patokh Chodiev et Alijan Ibragimov, étaient à l'origine d'une possible OPA sur ENRC afin de l'acquérir à bas coût. Cet article est suivi d'une suite de démissions en cascade : ses trois hauts dirigeants démissionnent, puis un quatrième annonce une période de congé. Parmi ces dirigeants, il y avait notamment le directeur des ressources humaines et le secrétaire de la société. Le 23 avril 2013, le président de ENRC (Mehmet Dalman) démissionne également. Le lendemain, un communiqué du groupe présente Gerhard Ammann, un directeur non-exécutif de ENRC et président de la Banque Von Roll (banque privée suisse) comme nouveau directeur remplaçant Mehmet Dalman. Au même moment, le Guardian annonce que le Serious Fraud Office, l'organisme anglais chargé d'enquêter sur les cas les plus graves et complexes de corruption et de fraude lance une enquête criminelle portant sur les pratiques commerciales d'ENRC. Le rapport annuel d'ENRC du 30 avril 2013 déclare que les autorités britanniques cherchent à savoir si ENRC a violé les règles s'appliquant en Grande-Bretagne aux sociétés cotées en bourse, notamment concernant les acquisitions réalisées en République démocratique du Congo et la vente en 2012 de la compagnie ferroviaire Zhol Zhondeushi à une société associée à la famille de l'un des cofondateurs du groupe. 
Eurasian Resources Group (ERG), une société à capitaux privés détenue par le triumvirat fondateur (Alexander Machkevitch, Alijan Ibragimov, Patokh Chodiev) et le gouvernement kazakh, rachètent les 46 % de minoritaires d'Eurasian Natural Resources Corporation (ENRC) en décembre 2013 à la suite de son retrait de la cote à la Bourse de Londres, sur la base d'un prix inférieur à celui proposé lors de leur tentative d'OPA en avril,.
En septembre 2022, Patokh Chodiev  se retire et laisse les rênes d'ENRC à sa fille Mounissa Chodieva.